# Look Up There
Look Up There es el trigesimocuarto álbum de estudio del guitarrista Buckethead, publicado el 17 de agosto de 2011 por el sello discográfico Hatboxghost Music. El álbum es el quinto de la serie Buckethead Pikes Series.
El álbum fue anunciado y lanzado junto a otros dos discos de la serie Buckethead Pikes, el primero, 3 Foot Clearence (la reedición del álbum sin título de 2010), y el segundo, titulado Underground Chamber. El disco muestra algunas de las canciones más progresistas de Buckethead y contiene dos canciones largas con solos extensos, muchos cambios y guitarras melódicas.

## Lista de canciones
Todas las canciones escritas y compuestas por Buckethead, excepto donde se indica. 
| N.º | Título          | Duración |  |
| 1.  | «Golden Eyes»   | 10:21    |  |
| 2.  | «Look Up There» | 21:38    |  |

## Créditos
- Buckethead - guitarra, productor.
- Dan Monti - bajo, remezclas y productor.
- Frankenseuss - ilustraciones.
- Brewer - programación y remezclas.